# Гептеракт
| Гептеракт            | Гептеракт                     |
| -------------------- | ----------------------------- |
| Гептеракт            |                               |
| Тип                  | Правильный семимерный политоп |
| Символ Шлефли        | {4,3,3,3,3,3}                 |
| 6-мерных ячеек       | 14                            |
| 5-мерных ячеек       | 84                            |
| 4-мерных ячеек       | 280                           |
| Ячеек                | 560                           |
| Граней               | 672                           |
| Рёбер                | 448                           |
| Вершин               | 128                           |
| Вершинная фигура     | Правильный 6-симплекс         |
| Двойственный политоп | 7-ортоплекс                   |

Гептера́кт, также 7-куб или 7-гиперкуб, тетрадека-7-топ, тетрадекаэксон (тетрадекаэкзон) — аналог куба в семимерном пространстве.
Определяется как выпуклая оболочка 128 точек {\displaystyle [\pm 1,\pm 1,\pm 1,\pm 1,\pm 1,\pm 1,\pm 1]}.

## Связанные политопы
Двойственное гептеракту тело — 7-ортоплекс, семимерный аналог октаэдра.
Если применить к гептеракту альтернацию (удаление чередующихся вершин), можно получить однородный семимерный многогранник, называемый полугептеракт, который является представителем семейства полугиперкубов.

## Свойства
Если у гептеракта {\displaystyle a} — длина ребра, то существуют следующие формулы для вычисления основных характеристик тела:
7-гиперобъём:
{\displaystyle V_{7}=a^{7}}
6-гиперобъём гиперповерхности:
{\displaystyle V_{6}(hypersurface)=14a^{6}}
Радиус описанной гиперсферы:
{\displaystyle R={\frac {a{\sqrt {7}}}{2}}}
Радиус вписанной гиперсферы:
{\displaystyle r={\frac {a}{2}}}

## Состав
Гептеракт состоит из:
- 14 гексерактов,
- 84 пентеракта,
- 280 тессерактов,
- 560 кубов или ячеек,
- 672 квадрата или граней,
- 448 отрезков или рёбер,
- 128 точек или вершин.

## Визуализация
Гептеракт можно визуализировать либо параллельным, либо центральным проецированием. В первом случае обычно применяется косоугольная параллельная проекция, которая представляет собой 2 равных гиперкуба размерности n-1, один из которых может быть получен в результате параллельного переноса второго (для гептеракта это 2 гексеракта), вершины которых попарно соединены. Во втором случае обычно используют диаграмму Шлегеля, которая выглядит как гиперкуб размерности n-1, вложенный в гиперкуб той же размерности, у которых вершины также попарно соединены (для гептеракта проекция представляет собой гексеракт, вложенный в другой гексеракт).

## Изображения
| Проекция вращения гептеракта |